# Вітрик Олександр Павлович
Олекса́ндр Па́влович Ві́трик (17 квітня 1941, Рибці — 11 січня 2008, Житомир) — український скульптор; член Спілки радянських художників України з 1970 року. Заслужений художник України з 1994 року, лауреат Житомирської обласної премії «Смарагдова ліра» в номінації образотворчого мистецтва за 2006 рік.

## Життєпис
Народився 17 квітня 1941 року в селі Рибцях (нині у складі міста Полтави, Україна), син скульптора Павла Вітрика. 1965 року закінчив Київський художній інститут, де навчався у Івана Макогона, Михайла Лисенка.

Могила Олександра Вітрика.

Мешкав в Житомирі, в будинку на вулиці Театральній № 25, квартира № 8 та у будинку на вулиці Маликова, № 30, квартира № 20. Помер в Житомирі 11 січня 2008 року. Похований в Житомирі.

## Творчість
Серед робіт:
- композиція «Спалене село» (1981);

портрети
- «Мій дід» (1970; 1995, гіпс тонований);
- Михайла Лисенка (1972, Київ);
- партизана Цимбала (1976);
- письменника Бориса Тена (1980);
- Галшки Гулевичівни (1997);

пам'ятники
- надгробний пам'ятник Михайлу Лисенку (1974, Байкове кладовище; у співавторстві з Віктором Сухенком);
- «Бабин Яр» (1977, Київ, у співавторстві);
- воїнам, які загинули під час форсування Південного Бугу (1978, Миколаїв);
- Василю Ремеслу (1982, Пирятин; у співавторстві з Віктором Сухенком)[5];
- космонавтам (1988, Житомир);
- воїнам-афганцям (1993, Чуднів);
- лікарям, полеглим під час німецько-рвдянської війни (1982, Житомир);
- водограй «Космос» (1991, Житомир);
- Тарасу Шевченку (2001, Маріуполь);
- Олександру Гербачевському (2003, Житомир);
- Івану Франку (2004, Житомир);

паркові скульптури
- «Лісова пісня» (1993, Житомир);
- «Чорнобиль» (1996, Житомир).